# Puente medieval de Auñón
El puente medieval de Auñón es un puente que cruza el río Tajo en el término municipal español de Auñón, en la provincia de Guadalajara.
Se encuentra en un paraje agreste entre los términos de Auñón y Sacedón, rodeado de montañas y acantilados. Es una construcción y estructura imponentes que alcanza los 88 metros de longitud, cuyo ojo principal mide 11 metros. Hoy en día apenas es usado porque desde la década de 1950 el tráfico discurre por la cercana carretera N-320 que supera el río Tajo en la presa del embalse de Entrepeñas.
En la zona se le conoce como "el puente Romano", pero no es romano. Hay testimonios escritos que confirman sus orígenes en la Edad Media. Ya existía en 1361, siglo XIV. Ha sido marcado por varios conflictos históricos. Ya en el siglo XV, 1461, fue reconstruido. Punto de unión de dos secciones muy importantes de la Alcarria Baja, fue muy utilizado en la Edad Media por su cercanía a la vía que unía Sigüenza y Cuenca. Este hecho contribuyó al declive definitivo de Zorita y al despegue económico de Pastrana, exenta de portazgo por la ayuda que prestó para su construcción. A inicios del siglo XVI se empedró y reparó. En 1556 se colocaron pretiles a la entrada y a la salida. La guerra de sucesión española de comienzos del XVIII ocasionó también desperfectos en el puente.  
Comenzado el siglo XIX, sufrió por la Guerra de Independencia y luego por las guerras carlistas, de modo que de nuevo hubo de reconstruirse. Aunque tiene un uso reducido, mayormente peatonal, el estado de conservación es aceptable. 
En la batalla que se libró aquí durante la Guerra de la Independencia, 23 de marzo de 1811, el Empecinado, al mando del Regimiento de Húsares de Guadalajara, acompañado por el general Villacampa, atacó esta posición y tras dura batalla casi acaba con un destacamento francés del general Hugo. Los soldados franceses retrocedieron hasta Auñón, perdiendo en la huida muchos heridos y cien prisioneros, para terminar encerrados en la iglesia de Auñón y ser finalmente salvados por una columna de socorro francesa.